# Eufemizmus
Az eufemizmus (magyarul: szépítő kifejezés) olyan megfogalmazás, amely az eredeti fogalom bántó, sértő vagy szókimondó jellegét enyhíti, gyakran olyan kifejezéssel, amely egy kevésbé közvetlen tartalmat képvisel.
Az ógörög eu (εὖ, azaz ’jó’ jelentésű) és a phémi (φήμη, azaz ’szóbeszéd’, ’hírnév’ jelentésű) elemekből származik. Ellentéte a kakofemizmus (a használható semleges kifejezés helyett durvább kifejezés alkalmazása).
Az eufemizmus nem keverendő össze egy adott, köznyelvben tabunak számító fogalom olyan szleng szinonimáival, amelyekből hiányzik az eufemizmus lényege, a szépítő szándék (pl. vagina > kéjbarlang, pina, puna, luk, vágás; hímvessző > bőrös virsli, répa, dákó, farok, bráner).

## Az eufémia és a tabu
Az eufémia leginkább a társadalmi tabu övezte fogalmakat érinti: ezek közé tartozhat például az anyagcsere, a nemiség, az idős kor, a halál, valamint a túlvilág. Kortól és helytől függ, mi számít(ott) illetlennek, bántónak.

### Szentségek
Vallásos közegben nem illik Isten, az égiek és a szentségek nevét szükségtelenül emlegetni, így lett az A hétszentségit helyett A hétszázát, az Isten engem úgy segéljen esküformulából Istók’uccse, Az istenit helyett Az istállóját, vagy Az iskoláját, Az isten faszát helyett Az istenfáját, Az arkangyalját helyett Az árgyélusát. A vallási vonatkozáson kívüli tabukat érintő eufemizmusok közé tartozik a Bassza meg helyetti Basszus(kulcs) vagy Csessze meg, az Úgy otthagyta, mint kutya a szarát helyett Úgy otthagyta, mint eb a Szaharát, a Menjen a picsába! helyett Menjen a pitébe/pincébe! végül a Mi a szart/faszt akar ez már megint? enyhítésére a Mi a szöszt/francot/fenét akar ez már megint? formát.
A franciában így lett a mort de Dieu ’Isten halála’ kifejezésből Morbleu! ’Az árgyélusát!’ vagy a sacré nom de Dieu ’Isten szent neve’ kifejezésből Scogneugneu! ’Teringettét!’ stb. Az angolban a káromkodások enyhített változatait minced oaths-nak nevezik, pl. damn ’rohadt, átkozott’ helyett darn, a fuck ’baszik’ helyett freak, Norman Mailer pedig Meztelenek és holtak regényében a fug szót vezette be erre a célra. Létezik továbbá shit ’szar’ helyett shoot, bloody ’rohadt’ helyett blooming, God ’Isten’ helyett gosh, hell ’pokol’ helyett heck, Jesus ’Jézus’ helyett gee ’Jesszus.’

### Anyagcsere
Szépítő formák tömege övezi a „gusztustalan” testi funkciókat, mint a székelés, vizelés, hányás, akárcsak az árnyékszék, illemhely, mosdó, mellékhelyiség, toalett (tkp. ’női öltöző’) szavainkon látható; a vécé ma már szinte durvának hat, pedig eredetileg maga is angol eufemizmus volt, a water closet, azaz ’vizes fülke’ rövidítése.

### Nemiség
Talán a legtöbb körülíró, szépítő formát ihlette a nemiség köre, a nemi szervek és cselekmények megnevezése. A nemi aktusra a Biblia nyelve a megismer igét használta; régies az asszonnyal, férfival hál, homéroszi ízű a szerelembe vegyül, mai és köznapi a szeretkezik, ölelkezik, lefekszik vele. Az ölelés, nász, csók az irodalom, főképp a költészet nyelvén jelölte a testi egyesülést. A nemi szervek szépítő formái pl. a micsodája, bögyörő, pöcörő, himbilimbi, alsóváros,  szó utalhat. – A szexuáletikai kifejezéseket gyakran helyettesítik más közszóval, például a kuruc szó használata a prostituáltra utalva, akár indulatszóként is.

### Időskor
Az öreg helyett megjelent az idős, koros, éltes kifejezés, majd legújabban a szépkorú.

### Elhalálozás
A meghal, elhalálozik helyett például gyakran mondják: megboldogul, elszenderedik, eltávozik, jobblétre szenderül, elhuny, kiszenved, kileheli a lelkét, visszaadja lelkét Teremtőjének, stb.

## Eufemizmusok a politikában
A politikai demagógia gyakran alkalmazott eszköze. Egy ellenséges ország megszállását lehet például „pacifikálásnak” („béketeremtésnek”), „megelőző csapásnak” vagy „felszabadításnak” nevezni (de szintén erre példa a „katonai művelet” vagy „különleges hadművelet” kifejezés alkalmazása), egy levert népfelkelés utáni diktatúra kiépítését konszolidációnak („megszilárdítás”, „megerősítés”) mondani. 
Az Endlösung, a „végső megoldás” például a zsidók és cigányok módszeres és tömeges meggyilkolását jelentette a náci Németországban. A gyakorta használatos holokauszt kifejezés etimológiája szerint szintén eufemizmus (szó szerint „égő áldozatot” jelent, miközben a zsidó és más származású emberekkel szemben végrehajtott népirtást jelöli), ám a gyakorlatban nem eufemizmusként, hanem az említett történelmi fogalom szépítő szándék nélküli, szabatos megjelölésének számít.